# Cole County
Das Cole County ist ein County im US-amerikanischen Bundesstaat Missouri. Im Jahr 2020 hatte das County 77.279 Einwohner und eine Bevölkerungsdichte von 76,2 Einwohnern pro Quadratkilometer. Der Verwaltungssitz (County Seat) ist Jefferson City, das nach Thomas Jefferson benannt wurde.

## Geografie
Das County liegt etwas nördlich des geografischen Zentrums von Missouri am Nordufer des Missouri River. Es hat eine Fläche von 1034 Quadratkilometern, wovon 20 Quadratkilometer Wasserfläche sind. An das Cole County grenzen folgende Nachbarcountys:
| Moniteau County | Boone County | Callaway County |
|                 |              |                 |
| Miller County   |              | Osage County    |

## Geschichte
Das Cole County wurde am 16. November 1820 aus Teilen des Cooper County gebildet. Benannt wurde es nach Captain Stephen Cole, einem frühen Pionier in dieser Gegend.

### Historische Objekte

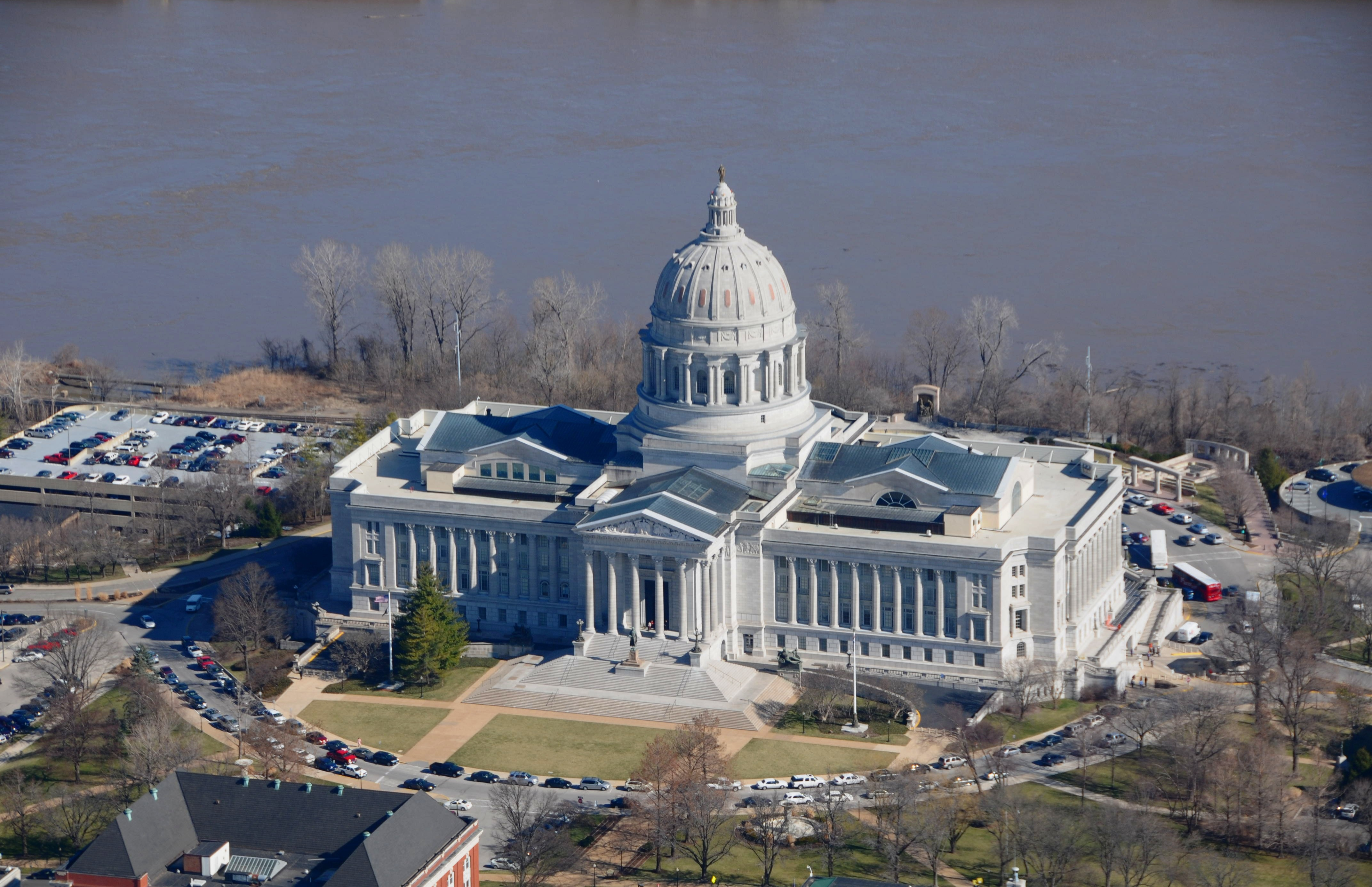
Das Missouri State Capitol in Jefferson City, seit 1969 im NRHP gelistet
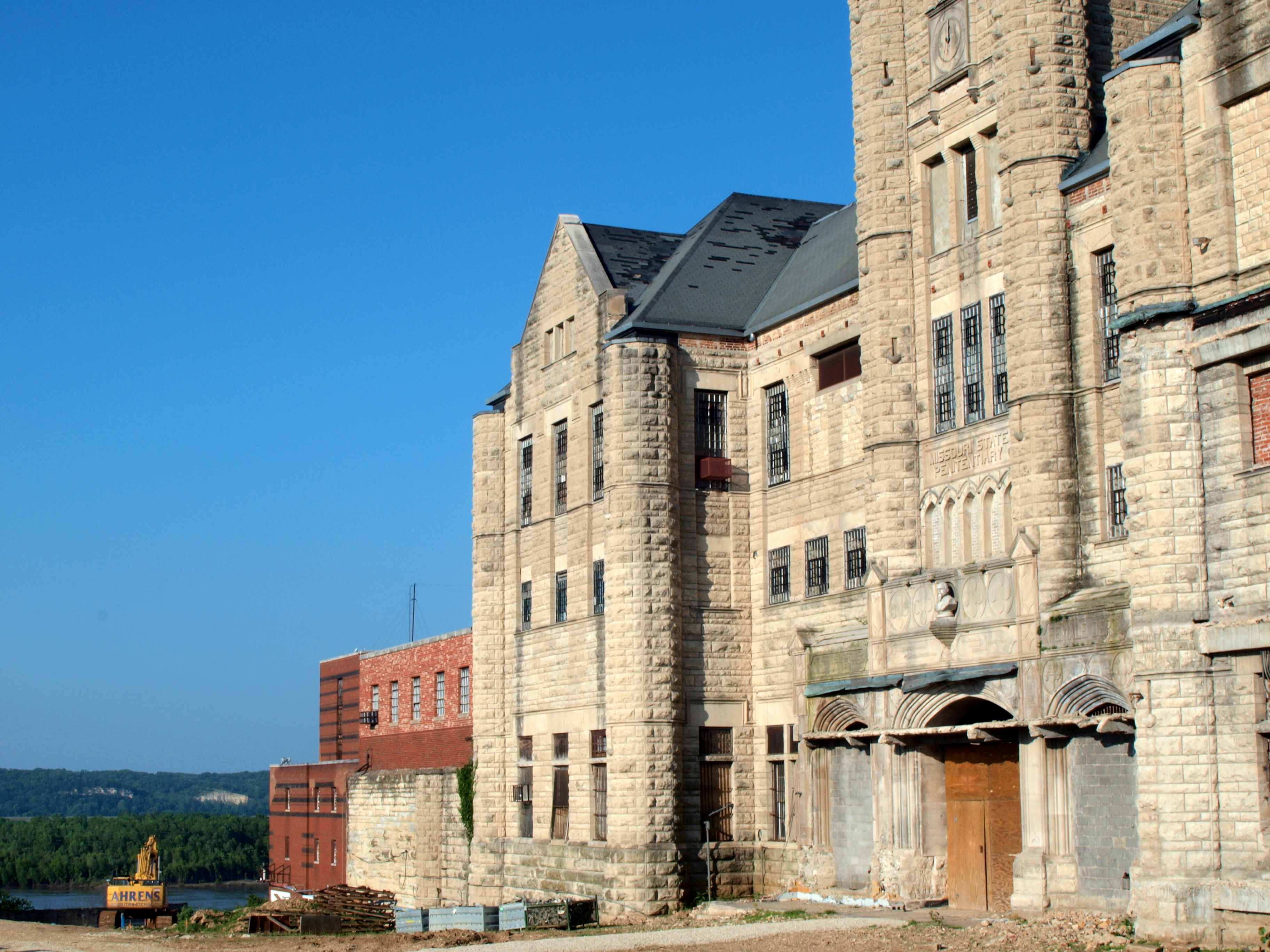
Das Missouri State Penitentiary Director's House, seit 1991 im NRHP gelistet
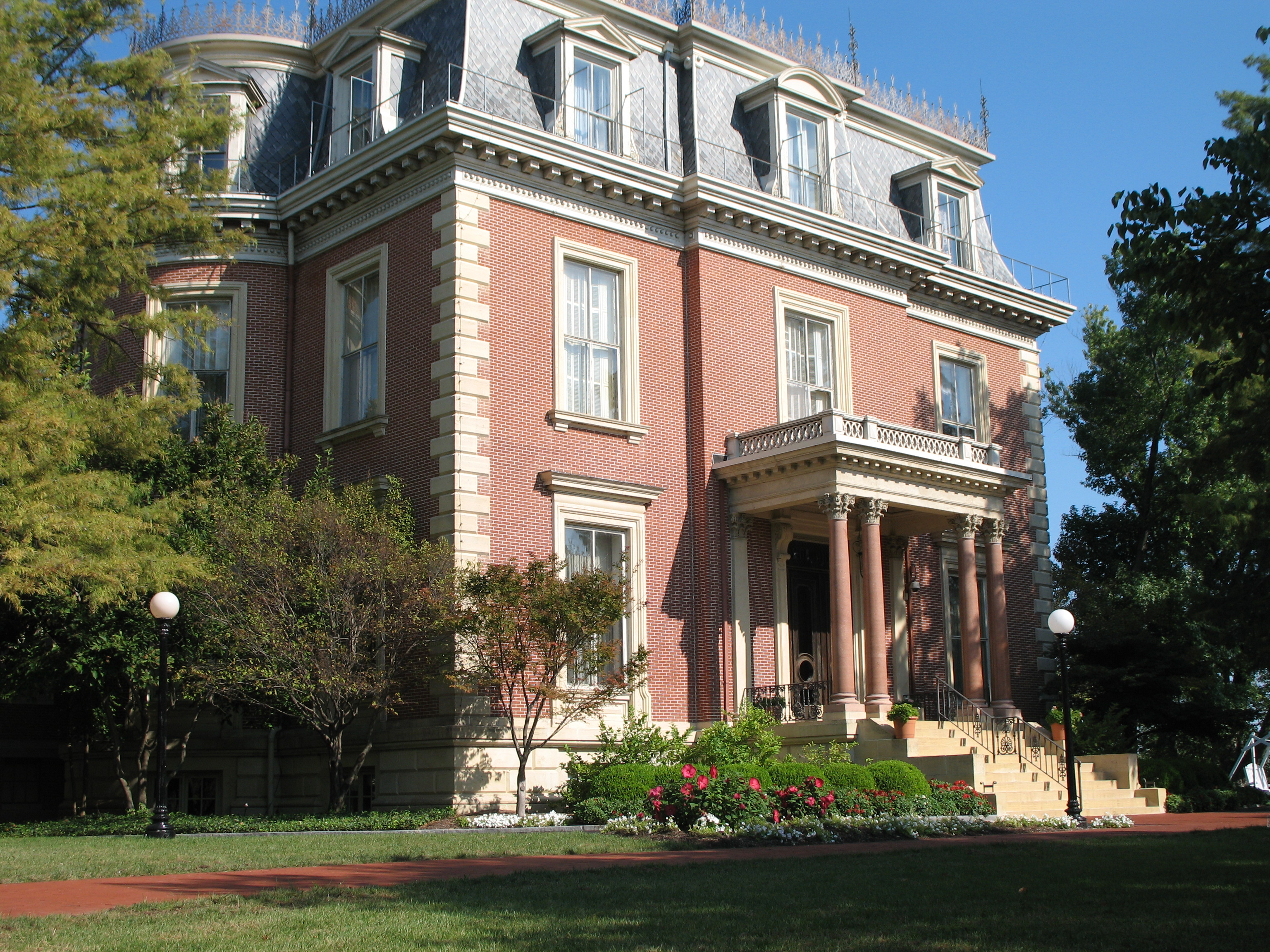
Das Missouri Governor Mansion, seit 1969 im NRHP gelistet

46 Bauwerke und Stätten des Countys sind insgesamt im National Register of Historic Places eingetragen (Stand 5. Februar 2018).

## Demografische Daten
Nach der Volkszählung im Jahr 2010 lebten im Cole County 75.990 Menschen in 29.111 Haushalten. Die Bevölkerungsdichte betrug 74,9 Einwohner pro Quadratkilometer. In den 29.111 Haushalten lebten statistisch je 2,39 Personen.
Ethnisch betrachtet setzte sich die Bevölkerung zusammen aus 85,1 Prozent Weißen, 11,5 Prozent Afroamerikanern, 0,4 Prozent amerikanischen Ureinwohnern, 1,3 Prozent Asiaten sowie aus anderen ethnischen Gruppen; 1,7 Prozent stammten von zwei oder mehr Ethnien ab. Unabhängig von der ethnischen Zugehörigkeit waren 2,5 Prozent der Bevölkerung spanischer oder lateinamerikanischer Abstammung.
23,3 Prozent der Bevölkerung waren unter 18 Jahre alt, 64,2 Prozent waren zwischen 18 und 64 und 12,5 Prozent waren 65 Jahre oder älter. 49,5 Prozent der Bevölkerung war weiblich.

Das jährliche Durchschnittseinkommen eines Haushalts lag bei 53.877 USD. Das Pro-Kopf-Einkommen betrug 25.935 USD. 9,6 Prozent der Einwohner lebten unterhalb der Armutsgrenze.

## Ortschaften im Cole County
| Citys - Jefferson City1 - Lohman - Russellville | - St. Martins - Taos | Villages - Centertown - St. Thomas - Wardsville |

Unincorporated Communities
| - Apache Flats - Brazito - Cole Junction - Decatur - Elston - Eugene - Henley | - Hickory Hill - Honey Creek - Marion - Millbrook - Osage Bend - Osage Bluff - Osage City | - Payne Ford - Plummer - Schubert - Scott - Scrivner - Scruggs - Stringtown |

1 – teilweise im Callaway County

## Gliederung
Das Cole County ist in sechs Townships eingeteilt:
| Township           | Einwohner (2010) | FIPS     |
| ------------------ | ---------------- | -------- |
| Clark Township     | 3707             | 29-14032 |
| Jefferson Township | 54.165           | 29-36764 |
| Liberty Township   | 7330             | 29-42068 |
| Marion Township    | 3823             | 29-45974 |
| Moreau Township    | 2786             | 29-49844 |
| Osage Township     | 4179             | 29-55082 |